# Jim Loscutoff

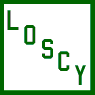
LOSCY

James 'Jim' Loscutoff Jr. (San Francisco, Californië, 4 februari 1930 – Naples, Florida, 1 december 2015) was een Amerikaans basketbalspeler. Hij speelde gedurende zijn hele carrière voor de Boston Celtics. Hij veroverde in zijn carrière zeven keer de NBA-titel (1956/57, 1958/59, 1959/60, 1960/61, 1961/62, 1962/63 en 1963/64.
Tijdens zijn rookiejaar zette Loscutoff een toenmalig record voor de Celtics neer met 26 rebounds in één wedstrijd. In de NBA-finale van 1957 scoorde hij de laatste twee vrije worpen van een 125-123 overwinning in dubbele verlenging op de St. Louis Hawks in wedstrijd zeven, waardoor de Celtics hun eerste NBA-kampioenschap wonnen. Loscutoff miste het grootste deel van het seizoen 1957-58 vanwege een knieblessure en werkte nauw samen met Red Auerbach aan zijn revalidatie. Hij keerde succesvol terug naar de Celtics en maakte deel uit van nog eens zes kampioensteams.
In negen NBA-seizoenen, van 1955-56 tot 1963-64, was Loscutoff lid van zeven kampioenschappen als onderdeel van de legendarische Celtics-teams van de jaren zestig. Als small forward werd hij soms omschreven als de Celtics- strijder . Zijn verdediging en kracht waren onderdeel van de defensieve grootheid van de Celtics uit de jaren zestig, naast Hall-of-Famer Bill Russell .
Boston Celtics haalde Loscutoff rugnummer 18 in 1964 uit de roulatie om hem te eren, maar hij vroeg om zijn rugnummer 18 niet uit te faseren, zodat een toekomstige Celtic het kon dragen. In plaats daarvan voegden de Celtics een spandoek met zijn bijnaam "Loscy" toe aan de spandoeken met uitfaseringsnummers die aan de nokbalken van hun stadions hingen. Het nummer werd later uit fasering teruggetrokken ter ere van een andere Celtic-legende, Dave Cowens.
Loscutoff coachte het basketbalteam van Boston State College van 1964 tot 1976. In november 1980 werd hij hoofdcoach van de New England Gulls van de Women's Professional Basketball League, de eerste professionele basketbalcompetitie voor vrouwen in de Verenigde Staten. In 1981 stopte hij.

## Statistieken

### Reguliere Seizoen
| Seizoen  | Team           | WG  | MPW  | 2P%  | VW%  | RPW  | APW | PPW  |
| -------- | -------------- | --- | ---- | ---- | ---- | ---- | --- | ---- |
| 1955–56  | Boston Celtics | 71  | 22,3 | .360 | .671 | 8,8  | 0,9 | 8,3  |
| 1956–57  | Boston Celtics | 70  | 31,7 | .345 | .706 | 10,4 | 1,3 | 10,6 |
| 1957–58  | Boston Celtics | 5   | 11,2 | .355 | .333 | 4,0  | 0,2 | 4,6  |
| 1958–59  | Boston Celtics | 66  | 25,5 | .353 | .738 | 7,0  | 0,9 | 8,3  |
| 1959–60  | Boston Celtics | 28  | 19,1 | .322 | .611 | 3,9  | 0,4 | 5,5  |
| 1960–61  | Boston Celtics | 76  | 15,2 | .301 | .645 | 3,8  | 0,3 | 4,4  |
| 1961–62  | Boston Celtics | 79  | 14,5 | .362 | .536 | 4,2  | 0,6 | 5,3  |
| 1962–63  | Boston Celtics | 63  | 9,6  | .375 | .524 | 2,5  | 0,4 | 3,3  |
| 1963–64  | Boston Celtics | 53  | 8,5  | .308 | .581 | 2,5  | 0,5 | 2,5  |
| Carrière | Carrière       | 511 | 18,5 | .345 | .653 | 5,6  | 0,7 | 6,2  |

### Play-offs
| Seizoen  | Team           | WG | MPW  | 2P%   | VW%  | RPW | APW | PPW |
| -------- | -------------- | -- | ---- | ----- | ---- | --- | --- | --- |
| 1955–56  | Boston Celtics | 3  | 29,7 | .355  | .788 | 8,7 | 1,3 | 9,7 |
| 1956–57  | Boston Celtics | 10 | 25,9 | .284  | .643 | 8,3 | 0,5 | 8,0 |
| 1958–59  | Boston Celtics | 11 | 23,6 | .345  | .524 | 6,6 | 1,2 | 8,1 |
| 1960–61  | Boston Celtics | 10 | 11,6 | .278  | .778 | 3,5 | 0,3 | 3,7 |
| 1961–62  | Boston Celtics | 14 | 15,1 | .360  | .400 | 4,2 | 0,4 | 4,7 |
| 1962–63  | Boston Celtics | 9  | 6,2  | .280  | .500 | 2,3 | 0,1 | 1,7 |
| 1963–64  | Boston Celtics | 1  | 45,1 | 1.000 | -    | 2,0 | 0,0 | 4,0 |
| Carrière | Carrière       | 58 | 17,2 | .324  | .608 | 5,2 | 0,6 | 5,5 |

6 Russell ·
14 Cousy ·
15 Heinsohn ·
16 Nichols ·
17 Phillip ·
18 Loscutoff ·
19 Risen ·
20 Hemric ·
21 Sharman ·
23 Ramsey ·
29 Tsioropoulos ·
Coach Auerbach
6 Russell ·
14 Cousy ·
15 Heinsohn  ·
16 Swain ·
17 Conley ·
18 Loscutoff ·
21 Sharman ·
23 Ramsey ·
24 S. Jones ·
25 KC Jones ·
29 Tsioropoulos ·
Coach Auerbach
6 Russell ·
14 Cousy ·
15 Heinsohn ·
16 Richter ·
17 Conley ·
18 Loscutoff ·
20 Guarilia ·
21 Sharman ·
23 Ramsey ·
24 S. Jones ·
25 KC Jones ·
Coach Auerbach
6 Russell ·
14 Cousy ·
15 Heinsohn ·
16 Sanders ·
17 Conley ·
18 Loscutoff ·
20 Guarilia ·
21 Sharman ·
23 Ramsey ·
24 S. Jones ·
25 KC Jones ·
Coach Auerbach
4 Braun ·
6 Russell ·
14 Cousy ·
15 Heinsohn ·
16 Sanders ·
18 Loscutoff ·
20 Guarilia ·
21 Phillips ·
23 Ramsey ·
24 S. Jones ·
25 KC Jones ·
Coach Auerbach
4 Lovellette ·
6 Russell ·
12 Swartz ·
14 Cousy ·
15 Heinsohn ·
16 Sanders ·
17 Havlicek ·
18 Loscutoff ·
20 Guarilia ·
23 Ramsey ·
24 S. Jones ·
25 KC Jones ·
Coach Auerbach
4 Lovellette ·
6 Russell ·
12 Naulls ·
15 Heinsohn ·
16 Sanders ·
17 Havlicek ·
18 Loscutoff ·
20 Siegfried ·
21 McCarthy ·
23 Ramsey ·
24 S. Jones ·
25 KC Jones ·
Coach Auerbach